# Betina Schmidt
 Betina Korbes Schmidt (Novo Hamburgo, 4 de janeiro de 1989) é uma ex-voleibolista indoor brasileira que atuava na posição de Ponta e Levantadora,  com marca de alcance de 300 cm no ataque e 295 cm no bloqueio, que servindo a Seleção Brasileira alcançou a medalha de ouro no Campeonato Sul-Americano Infantojuvenil de 2004 no Equador e também  no Campeonato Mundial Infantojuvenil em 2005 em Macau, na categoria juvenil obteve o ouro no Campeonato Sul-Americano Juvenil de 2006 na Venezuela e no Campeonato Mundial Juvenil de 2007 na Tailândia. Em clubes conquistou a medalha de prata no extinto Torneio Internacional Salonpas Cup de 2008.Pela Seleção Brasileira de Novos conquistou o vice-campeonato na Copa Pan-Americana  de 2007 no México.Atualmente dedica-se a carreira de modelo

## Carreira
De ascendência alemã, é filha de Stela e do técnico de voleibol Jorge Schmidt, tricampeão da Superliga Brasileira A.
Pratica desde os 13 anos de idade a modalidade de voleibol. Integrou em 2001 as categorias de base da Ginástica/Novo Hamburgo permanecendo até 2005, neste período foi treinada pela ex-voleibolista Heloísa Roese.
No ano de 2004 foi convocada pelo técnico Luizomar de Moura para disputar o Campeonato Sul-Americano Infanto-Juvenil  em Guayaquil, Equador, ocasião da conquista da medalha de ouro.
No ano seguinte foi novamente convocada pelo técnico Luizomar de Moura para disputar o Campeonato Mundial Infanto-Juvenil em Macau, vestindo a camisa#8 foi a capitã da equipe nesta edição e contribuiu para a conquista da  medalha de ouro da edição que, desde 1997 o Brasil não alcançavae foi a quarta colocada entre as melhores no levantamento.
Na temporada 2005-06 foi atleta do Oi/Macaédisputando o Campeonato Carioca Juvenil de 2005 foi vice-campeãsob o comando do  técnico Luizomar de Moura; ela representou este clube na correspondente Superliga Brasileira Aconquistando o inédito bronze para o clube.
Em 2006 conheceu o levantador Bruno Rezende e passaram a ser namorados.Ainda pelo Oi/Macaé disputoue conquistou o título do Campeonato Carioca Juvenil e 2006.Neste mesmo ano foi convocado por Luizomar de Moura para compor a Seleção Brasileira que disputaria o Campeonato Sul-Americano Juvenil em Caracas, Venezuela, e obteve o título da competição de forma invicta e a qualificação para o  Mundial Juvenil do ano seguinte, além disso foi premiada como a Melhor Levantadora e Melhor Jogadora(MVP) da competição.
Esse mesmo técnico indicou a contratação para o Finasa/Osasco onde passou atuar tanto no time juvenil como no adulto; e integrando a equipe juvenil do clube foi vice-campeã da Copa Piratininga, pelo elenco adulto disputou o Campeonato Paulista de 2006e disputou a Superliga Brasileira A 2006-07sagrando-se vice-campeã desta edição.Disputou  e foi finalista da Copa Brasil de 2007 na cidade de Brusque por esta equipe e finalizou com o vice-campeonato.
Recebeu convocação para disputar o Campeonato Mundial juvenil de 2007 em Nakhon Ratchasima, Tailândia,  novamente capitã do grupo e foi a camisa#8 e contribuiu para o Brasil conquistar o hexacampeonato mundial na categoria, destacou-se individualmente terminando na terceira posição entre as melhores no levantamento.
Em 2007 também foi convocada para Seleção Brasileira Novas  camisa#8e disputou a Copa Pan-Americana em Colima-México onde conquistou o vice-campeonato e registrando apenas três pontos na grande final.
Transferiu-se para o clube catarinense do Brasil Telecom/Brusque  e sagrou-se campeão da Liga Nacional de 2007 e conquistou o título do Campeonato Catarinense no mesmo ano e disputou a Superliga Brasileira A 2007-08alcançando a quarta posição final.
Despertou interesse da comissão técnica do Rexona/Ades, comandado pelo técnico Bernardo Rezende e transferiu-se em maio de 2008 para o mesmo, época que seus pais moravam em Portugal.Sagrou-se- campeã do Campeonato Carioca em 2008  e conquistou a medalha de prata em São Paulo do extinto Torneio Internacional Salonpas Cup de 2008, obteve o bronze na Copa Brasil de 2008 na cidade de Curitiba e conquistou o título da Superliga Brasileira A 2008-09.
Renovou com a Unilever/RJ para temporada 2009-10, atuou no Campeonato Carioca de 2009 e previa mudar-se para Miami estudar Administração e competir no voleibol universitário norte-americano.Aconselhada pela ex-voleibolista Virna Dias a tentar uma carreira de modelo, ela procurou a agencia e prosseguiu com este caminho;não conseguindo conciliar a carreira de atleta e modelo, priorizou sua nova carreira e tinha contrato com a Ford Models, época que estudava no Centro Universitário Metodista Bennett.
Nos Estados Unidos, Betina inicia em 2009 seus estudos em Gestão de Negócios Internacionais  na Fresno Pacific University, neste ano representou  o Fresno Pacific Sunbirds no Campeonato Universitário dos EUA, na divisão NAIA-National Association of Intercollegiate Athletics, quando vestiu a camisa#9.Em 2010 transferiu-se para St. Thomas University, representando o elenco de voleibol do STU,atuando como Pontafoi vice-campeã da  Conferência Sul e alcançou a vigésima sexta posição no Campeonato Nacional Universitário NAIA (National Association of Intercollegiate Athletics) primeira divisão.
Em 2011 termina seu relacionamento com o levantador Bruninho.No ano de 2013 iniciou um relacionamento com ex-futebolista Roger Flores, já em 2014 pretendia trilhar a carreira de Apresentadora de TV. Terminou, mas voltou em Julho de 2018. 
Em 2017, Betina é uma dos vinte participantes que disputam o reality-show de resistência física Exathlon Brasil, da Rede Bandeirantes.

## Títulos e resultados
- Conferência  Sul (Divisão I):2010[52]
- Superliga Brasileira A:2008-09[42]
- Superliga Brasileira A:2006-07[26]
- Superliga Brasileira A:2005-06[14]
- Superliga Brasileira A:2007-08[36]
- Copa Brasil:2007[28]
- Copa Brasil:2008[41]
- Liga Nacional de Voleibol:2007[32]
- Campeonato Carioca:2008[39]
- Campeonato Carioca:2005[4]
- Campeonato Paulista:2006 [23]
- Campeonato Catarinense:2007 [33]
- Campeonato Carioca Juvenil:2006[18]
- Copa Piratininga:2006[21]

## Premiações individuais
- 3ª Melhor Levantadora do Campeonato Mundial Juvenil de 2007[30]
- MVP do Campeonato Sul-Americano Juvenil de 2006[20]
- Melhor Levantadora do Campeonato Sul-Americano Juvenil de 2006[20]
- 4ª Melhor Levantadora do Campeonato Mundial Infanto-Juvenil de 2005[10]